# 앵티미스트
앵티미스트(intimiste)는 인상파 이후 실내의 정경을 주로 그린 화가를 말하며, 대표적으로 피에르 보나르나 에두아르 뷔아르 등이 있다.